# Kyle Secor
Kyle Ivan Secor (Tacoma, 31 maggio 1957) è un attore statunitense, conosciuto per aver interpretato il detective Tim Bayliss nella serie televisiva Homicide.

## Biografia
Secor è nato a Tacoma, Washington. È cresciuto nei pressi di Federal Way e si è diplomato alla Federal Way High School nel 1975. Suo padre lavorava nelle vendite. Secor è stato sposato dal 1979 al 1982 con Michele Gilbert e il 28 gennaio 2002 ha sposato l'attrice Kari Coleman da cui ha avuto due figli, Emery e Harper.
Nei primi anni '80 è stato trascinato alla carriera da attore e si trasferì a Los Angeles, California, ma ha continuato a integrare il suo reddito con diversi lavori tra cui l'insegnante di yoga, cameriere, ha lavorato nelle sale cinematografiche e in un'impresa di pulizia, fino al 1986, quando gli venne offerto il suo primo ruolo televisivo importante: Brian Bradford nella soap opera Santa Barbara, presto seguito da un ruolo nella serie TV ospedaliera A cuore aperto in cui ha interpretato Brett Johnston, un paziente che muore di AIDS.
Dopo aver lavorato in diversi film, tra cui Il cuore di Dixie (1989), Scappo dalla città - La vita, l'amore e le vacche (1991), A letto con il nemico (1991), Autostop per l'inferno (1991) e Qualcuno da amare. Secor è stato lanciato come Detective Tim Bayliss su Homicide nel 1993, un ruolo che avrebbe ricoperto per il resto della serie. Durante la maggior parte di questo tempo, Secor è stato accoppiato sullo schermo con l'attore Andre Braugher, che ha interpretato il suo partner, il Detective Frank Pembleton. Anche se lo show è stato un lavoro complesso, il personaggio di Secor è stato collocato in un ruolo particolarmente cruciale, poiché la serie è iniziata con il suo primo giorno di lavoro nell'unità omicidi di Baltimora, e si è conclusa con le sue dimissioni. Bayliss era ossessionato con l'omicidio di un bambino di Baltimora che lui e Pembelton non riuscivano a risolvere. Il personaggio è stato anche discusso per questioni che riguardano la protesta sociale, passato molestie da uno zio e domande sulla propria sessualità.
Dopo 7 anni di successo con Homicide, Secor ha continuato con un breve ruolo in Cinque in famiglia e ha fatto due film, Endsville e Beat. È tornato al piccolo schermo come medico in La città degli angeli della CBS Production, per 9 settimane durante l'autunno del 2000. È apparso nel film televisivo L'isola dei segreti che è andato in onda su ABC il 18 marzo 2001. È apparso nell'episodio pilota di Crossing Jordan, nell'autunno del 2001 e ha avuto un ruolo di sostegno ricorrente nella serie cancellata Philly di Steven Bochco, prodotta dalla ABC, dal settembre 2001 al maggio 2002. Nell'autunno 2002 è stato guest star in Senza traccia (CBS).
Ha avuto un ruolo ricorrente come Jake Kane nella stagione 2004-2005 di Veronica Mars ed è stato guest star nella stagione finale.
Dal 2005 al 2006, ha recitato con Geena Davis in Una donna alla Casa Bianca, nel ruolo di Rod Calloway, il marito della presidente. Nel 2007, ha interpretato Alan 'Skip' Matthews nel breve sceneggiato Hidden Palms.
Secor ha iniziato un ruolo ricorrente come Hanson North, un avvocato della difesa che ha una storia d'amore con il personaggio interpretato da Laura Harris nella serie Women's Murder Club prodotto dalla CBS, il 12 ottobre 2007.
Ha anche recitato in Boston Legal nel ruolo del Dr. Robert L. Brooks, che è sposato con Phoebe Prentice, un ex fiamma di Alan Shore. Inoltre, ha partecipato come guest star in Ghost Whisperer - Presenze nel ruolo di Doug Bancroft. Nell'agosto del 2010 ha fatto una comparsa su The Closer come un pilota di linea coinvolto nel traffico di droga. È stato quest star nella serie Criminal Minds nella parte di un detenuto innocente che voleva avere una vita tranquilla una volta uscito dal carcere per un crimine non commesso.

## Filmografia parziale

### Cinema
- Il cuore di Dixie (Heart of Dixie), regia di Martin Davidson (1989)
- A letto con il nemico (Sleeping with the Enemy), regia di Joseph Ruben (1991)
- Scappo dalla città - La vita, l'amore e le vacche (City Slickers), regia di Ron Underwood (1991)
- Autostop per l'inferno (Delusion), regia di Carl Colpaert (1991)
- Qualcuno da amare (Untamed Heart), regia di Tony Bill (1993)
- Beat, regia di Gary Walkow (2000)
- Endsville, regia di Steven Cantor (2000)

### Televisione
- A cuore aperto (St. Elsewhere) – serie TV, 6 episodi (1987-1988)
- Volo KAL 007 - Alla ricerca della verità (Shootdown), regia di Michael Pressman – film TV (1988)
- Homicide – serie TV, 122 episodi (1993-1999)
- Cinque in famiglia (Party of Five) – serie TV, 8 episodi (1999)
- La città degli angeli (City of Angels) – serie TV, 11 episodi (2000)
- L'isola dei segreti – film TV (2001)
- Crossing Jordan – serie TV, 1 episodio (2001)
- Philly – serie TV, 22 episodi (2001-2002)
- Senza traccia (Without a Trace) – serie TV, 1 episodio (2002)
- Una donna alla Casa Bianca (Commander in Chief) – serie TV, 19 episodi (2005-2006)
- Veronica Mars – serie TV, 10 episodi (2004-2007)
- Hidden Palms – serie TV, 4 episodi (2007)
- Women's Murder Club – serie TV, 5 episodi (2007)
- Boston Legal – serie TV, 1 episodio (2007)
- Ghost Whisperer - Presenze (Ghost Whisperer) – serie TV, 1 episodio (2009)
- White Collar – serie TV, episodio 1x10 (2010)
- The Closer – serie TV, 1 episodio (2010)
- Criminal Minds – serie TV, 1 episodio (2010)
- Castle – serie TV, episodio 5x24 (2013)
- Aquarius - serie TV, episodio 1x02 (2015)
- The Rookie – serie TV, episodio 4x01 (2021)

## Doppiatori italiani
Nelle versioni in italiano delle opere in cui ha recitato, Kyle Secor è stato doppiato da:
- Antonio Sanna in Una donna alla Casa Bianca, Private Practice
- Saverio Indrio in White Collar, The Closer
- Roberto Gammino in Homicide
- Massimo Rinaldi in Senza traccia
- Francesco Prando in Ghost Whisper - Presenze
- Pasquale Anselmo in Hawaii Five-0
- Loris Loddi in Criminal Minds
- Maurizio Reti in Castle
- Oliviero Dinelli in Aquarius
- Donato Sbodio in Scandal
- Sergio Lucchetti in Grey's Anatomy
- Roberto Certomà in The Mentalist
- Andrea Lavagnino in 9-1-1: Lone Star
- Gianni Gaude in The Rookie